# Gratwein-Straßengel
Gratwein-Straßengel är en kommun i Österrike. Den ligger i distriktet Graz-Umgebung i förbundslandet Steiermark.
Kommunen bildades vid en kommunreform i Steiermark 2015 genom en sammanslagning av kommunerna Eisbach, Gratwein, Gschnaidt och Judendorf-Straßengel.
Den består av elva orter/ortsdelar (Ortschaften) (inom parentes invånarantal 1 januari 2024):

- Eisbach (955)
- Gratwein (3 716)
- Gschnaidt (311)
- Hundsdorf (515)
- Hörgas (934)
- Judendorf (1 656)
- Kehr und Plesch (102)
- Kugelberg (311)
- Rein (824)
- Rötz (748)
- Straßengel (2 807)